# Collegio elettorale di Bologna - Casalecchio di Reno
Il collegio di Bologna - Casalecchio di Reno fu un collegio elettorale uninominale della Repubblica Italiana per l'elezione del Senato della Repubblica. Apparteneva alla Circoscrizione Emilia-Romagna e fu utilizzato per eleggere un senatore nella XII, XIII e XIV legislatura.
Venne istituito nel 1993 con la cosiddetta Legge Mattarella (Legge n. 276, Norme per l'elezione del Senato della Repubblica), attuata in seguito al referendum abrogativo del 1993. La legge istituì per la Camera dei deputati e per il Senato della Repubblica un sistema di elezione misto, in parte maggioritario e in parte proporzionale. Il 75% dei parlamentari dell'assemblea veniva eletto in collegi uninominali tramite sistema maggioritario a turno unico; il restante 25% al Senato veniva eletto tramite recupero proporzionale dei più votati non eletti attraverso un meccanismo di calcolo denominato "scorporo", cioè sottraendo dal conteggio dei voti totali di una lista nella parte proporzionale i voti ottenuti dai candidati collegati alla medesima lista che erano eletti nei collegi uninominali con il sistema maggioritario.
Il collegio venne abolito insieme a tutti gli altri che costituivano il Senato con la promulgazione della legge elettorale successiva, la cosiddetta Legge Calderoli. Questa prevedeva un sistema proporzionale con premio di maggioranza, che al Senato veniva attribuito a livello regionale.

## Territorio
Il collegio Bologna - Casalecchio di Reno era uno dei 14 collegi uninominali in cui era suddivisa l'Emilia-Romagna e, come previsto dal D.Lgs. del 20 dicembre 1993 n. 535, comprendeva parte del comune di Bologna, oltre ai comuni di Bazzano, Casalecchio di Reno, Castel d'Aiano, Castel di Casio, Castello di Serravalle, Crespellano, Gaggio Montano, Granaglione, Lizzano in Belvedere, Marzabotto, Monte San Pietro, Monteveglio, Porretta Terme, Sasso Marconi, Savigno, Vergato e Zola Predosa.

## Eletti
| Elezione | Elezione | Senatore            | Partito            |
| -------- | -------- | ------------------- | ------------------ |
|          | 1994     | Claudio Petruccioli | Progressisti (PDS) |
|          | 1996     | Claudio Petruccioli | L'Ulivo (PDS)      |
|          | 2001     | Walter Vitali       | L'Ulivo (DS)       |

## Dati elettorali

### XII legislatura
|                               | Claudio Petruccioli ✔️ Eletto | Progressisti               | 95 603  | 55,50 |  |  |  |  |  |
|                               | Remo Bortolotti               | Polo delle Libertà         | 33 969  | 19,72 |  |  |  |  |  |
|                               | Paolo Pallotti                | Patto per l'Italia         | 17 698  | 10,27 |  |  |  |  |  |
|                               | Felice Caracciolo             | Alleanza Nazionale         | 16 949  | 9,84  |  |  |  |  |  |
|                               | Silvana Bononcini             | Lista Pannella-Riformatori | 6 244   | 3,62  |  |  |  |  |  |
|                               | Americo Zingaretti            | Partito Democratico        | 1 800   | 1,04  |  |  |  |  |  |
| Totale                        | Totale                        | Totale                     | 172 263 | 100   |  |  |  |  |  |
|                               |                               |                            |         |       |  |  |  |  |  |
| Voti non validi               | Voti non validi               | Voti non validi            | 7 219   | 4,02  |  |  |  |  |  |
| Votanti                       | Votanti                       | Votanti                    | 179 482 | 94,13 |  |  |  |  |  |
| Elettori                      | Elettori                      | Elettori                   | 190 672 |       |  |  |  |  |  |
|                               |                               |                            |         |       |  |  |  |  |  |
| Data: 27-28 marzo 1994        |                               |                            |         |       |  |  |  |  |  |
| Fonte: Ministero dell'interno |                               |                            |         |       |  |  |  |  |  |

### XIII legislatura
|                               | Claudio Petruccioli ✔️ Eletto | L'Ulivo               | 109 284 | 63,76 |  |  |  |  |  |
|                               | Gianarturo Leoni              | Polo per le Libertà   | 50 389  | 29,40 |  |  |  |  |  |
|                               | Alfonso Monfardini            | Lega Nord             | 8 458   | 4,94  |  |  |  |  |  |
|                               | Mirella Lombardi              | Lista Pannella-Sgarbi | 3 255   | 1,90  |  |  |  |  |  |
| Totale                        | Totale                        | Totale                | 171 386 | 100   |  |  |  |  |  |
|                               |                               |                       |         |       |  |  |  |  |  |
| Voti non validi               | Voti non validi               | Voti non validi       | 6 505   | 3,66  |  |  |  |  |  |
| Votanti                       | Votanti                       | Votanti               | 177 891 | 92,52 |  |  |  |  |  |
| Elettori                      | Elettori                      | Elettori              | 192 267 |       |  |  |  |  |  |
|                               |                               |                       |         |       |  |  |  |  |  |
| Data: 21 aprile 1996          |                               |                       |         |       |  |  |  |  |  |
| Fonte: Ministero dell'interno |                               |                       |         |       |  |  |  |  |  |

### XIV legislatura
|                               | Walter Vitali ✔️ Eletto | L'Ulivo                              | 96 200  | 55,86 |  |  |  |  |  |
|                               | Felice Caracciolo       | Casa delle Libertà                   | 55 902  | 32,46 |  |  |  |  |  |
|                               | Gilberto Volta          | Partito della Rifondazione Comunista | 8 748   | 5,08  |  |  |  |  |  |
|                               | Pier Paolo Benni        | Lista Di Pietro                      | 5 579   | 3,24  |  |  |  |  |  |
|                               | Pietro Franchi          | Pannella-Bonino                      | 3 761   | 2,18  |  |  |  |  |  |
|                               | Bruna Pugliese          | Democrazia Europea                   | 2 022   | 1,17  |  |  |  |  |  |
| Totale                        | Totale                  | Totale                               | 172 212 | 100   |  |  |  |  |  |
|                               |                         |                                      |         |       |  |  |  |  |  |
| Voti non validi               | Voti non validi         | Voti non validi                      | 5 359   | 3,02  |  |  |  |  |  |
| Votanti                       | Votanti                 | Votanti                              | 177 571 | 90,57 |  |  |  |  |  |
| Elettori                      | Elettori                | Elettori                             | 196 069 |       |  |  |  |  |  |
|                               |                         |                                      |         |       |  |  |  |  |  |
| Data: 13 maggio 2001          |                         |                                      |         |       |  |  |  |  |  |
| Fonte: Ministero dell'interno |                         |                                      |         |       |  |  |  |  |  |